# Enavallen
Enavallen – wielofunkcyjny stadion w Enköping, w Szwecji. Został otwarty 8 lipca 1934 roku, swój obecny wygląd posiada po modernizacji z 1992 roku. Obiekt może pomieścić 4000 widzów, z czego 1100 miejsc siedzących znajduje się na zadaszonej trybunie głównej. Stadion posiada sztuczne oświetlenie i sześciotorową, tartanową bieżnię lekkoatletyczną. Swoje mecze rozgrywają na nim piłkarze klubu Enköpings SK. W sezonie 2003 obiekt gościł spotkania rozgrywek Allsvenskan (najwyższy poziom ligowy) z udziałem tego zespołu.